# Rodolfo Martínez Sotomayor
Rodolfo Martínez Sotomayor (La Habana, 1966) poeta, narrador y crítico de Cuba. Llegó a los Estados Unidos en 1989.

## Obra
Ha publicado los libros Contrastes (La Torre de Papel, 1996), Claustrofobia y otros encierros (Ediciones Universal, 2005), la compilación de textos Palabras por un joven suicida: homenaje al escritor Juan Francisco Pulido (Editorial Silueta, 2006) y Tres dramaturgos, tres generaciones (Editorial Silueta, 2012). Cuentos suyos han sido incluidos en recopilaciones y antologías como Nuevos narradores cubanos (Siruela, 2001), traducido al francés por Edition Metalie, al alemán por Verlag, y al finés por la editorial Like, Cuentos desde Miami (Editorial Poliedro, 2004), La isla errante (Editorial Orizons, 2011), Cuentistas del PEN (Alejandría, 2011), Reinaldo Arenas, aunque anochezca (Ediciones Universal, 2001). Su cuento Encuentro fue traducido al húngaro por la revista Magyar. Algunos de sus poemas aparecen en las recopilaciones Poetas del PEN, (Ediciones Universal, 2007), La tertulia (Iduna, 2008), y La ciudad de la unidad posible (Editorial Ultramar, 2009), traducida al inglés por la misma editorial. Ha publicado críticas de cine, de literatura, de teatro, artículos de opinión en revistas y periódicos como: Carteles, Diario Las Américas, Encuentro, el Nuevo Herald, El Universal. Fundador y Presidente de la Editorial Silueta; Director de la revista Conexos.